# 布拉克 (神兽)

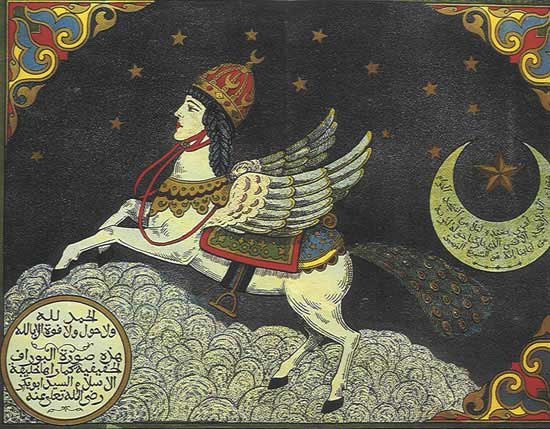
17世纪莫卧尔泥金裝飾手抄本复制品中的布拉克形象

布拉克（阿拉伯語： al-Burāq 英語：）是一种马形神兽，传说中来自天上，供先知骑乘。关于布拉克最著名的传说就是7世纪伊斯兰教的先知穆罕默德骑着布拉克，一夜之间往返于麦加和耶路撒冷，即“夜行登霄”，这一传说被记载在《古兰经》中。

## 形象
布拉克在遠東和波斯藝術作品中的形象通常都是人面馬身，然而《聖訓》和早期的伊斯蘭教經典中都沒有提及布拉克具有人面。布拉克的在印度、波斯繪畫中的人面形象，可能是因相关文本、故事自阿拉伯語到波斯語的誤譯所致。

## 登上七重天
根據伊斯蘭教的說法，夜行發生在穆罕默德成爲先知後的第12年。穆罕默德本來在家鄉麥加，後來前往禁寺。當他在克爾白休息時，天使吉卜利勒帶着布拉克來見他。穆罕默德騎着布拉克，和吉卜利勒一起前往遠寺。遠寺的位置並沒有清楚說明，但一般認爲就是耶路撒冷的阿克萨清真寺。在這裏，穆罕默德從布拉克身上下來，祈禱，再次騎上布拉克，然後就被帶往天園，和更早的先知見面，然後覲見真主阿拉。穆罕默德受真主指示說今後所有穆斯林每天必須禮拜五十次。穆罕穆德返回到第六層重新遇見穆撒時，穆撒提醒其五十拜遠遠超過了穆斯林的承受能力，穆罕默德於是連續九次求真主減少禮拜次數，直至減到一日五拜。最終布拉克載着穆罕默德重返麥加。

## 易卜拉欣
传说中，布拉克曾载着易卜拉欣看望他的妻子夏甲和儿子易司馬儀。按照传统，易卜拉欣和一个妻子住在叙利亚，但布拉克会在早晨载着易卜拉欣到麦加看望家人，又在晚上载着他回到叙利亚。

## 西牆
第二圣殿被毁后，西墙通常指犹太人每周聚集之处的哭墙。20世纪20年代，随着中东战争的爆发，西墙的一部分，也是耶路撒冷旧城第二圣殿仅存的部分，开始被称为布拉克墙，因为传说穆罕默德在夜行登霄途中曾把布拉克繫在这里。

## 文化影響
- 在土耳其，布拉克这个名字常被用来命名男孩子。布拉克在波斯尼亚和土耳其也是一个姓氏。
- 利比亚和印度尼西亚各有一家航空公司名字中包含布拉克（后者已于2006年关闭）。
- 布拉克这个名字也曾被用在小说中，小说中的角色都有很快的速度和反应。
- 摩洛哥国王穆罕默德六世将當地2018年啟用的高速铁路服务命名为Al Boraq（英语：Al Boraq）。

## 另请参阅
- 珀伽索斯
- 斯雷普尼爾
- 智天使